# Pared con pared
Pared con pared es una película española de comedia romántica dirigida por Patricia Font y escrita por Marta Sánchez. Es un remake español de la película francesa Un peu, beaucoup, aveuglément, cuya idea original fue concebida por Lilou Fogli. Protagonizada por Aitana y Fernando Guallar, tuvo su estreno en Netflix el 12 de abril de 2024 a nivel mundial.

## Trama
Cuenta la historia de una joven pianista (Aitana) que se instala en su nuevo apartamento y se prepara para una audición muy importante para su carrera. Su vecino (Fernando Guallar) es un creador de juegos que necesita silencio absoluto para trabajar. Solo una delgada pared separa a estos protagonistas que deberán aprender a convivir.

## Reparto
- Aitana como Valentina
- Fernando Guallar como David
- Natalia Rodríguez como Carmen
- Adam Jezierski como Nacho
- Paco Tous como Sebas
- Miguel Ángel Muñoz como Óscar
- Álex Maruny como Sergio
- Maite Sandoval como Mujer Tribunal
- Rocío Marín como Regidora
- Manu Imizcoz como Chico Agencia
- Eduardo Ferrés como Operario Mudanza
- Macarena de Rueda como Maite
- Joan Sentís como Gonzalo
- Mario Santos como Dani
- Nacho Marraco como Vecino
- Carlos Cañas como Conserje

## Producción
El 9 de mayo de 2022, se anunció que el rodaje del largometraje Tras la pared, remake de la película francesa Un peu, beaucoup, aveuglément, había comenzado en Madrid bajo la dirección de Patricia Font, con la cantante Aitana (en su primer papel cinematográfico como protagonista) y Fernando Guallar como protagonistas. A finales de junio de 2022, se anunció que el rodaje de la cinta había concluido. En enero de 2024, se anunció que la película había sido renombrada a Pared con pared.

## Lanzamiento y marketing
El 21 de febrero de 2024, casi dos años después del inicio de su rodaje, Netflix anunció que Pared con pared se estrenaría en su plataforma el 12 de abril de 2024.

## Recepción
Pared con pared ha recibido críticas mixtas a positivas por parte de los críticos. Enid Román Almansa de Cinemanía le dio a la película tres estrellas de cinco, describiéndola como una "comedia romántica [que] es más de lo que aparenta en un primer momento" y que "podrías pensar que sabes perfectamente cómo seguirá el romance, pero seguramente te sorprenda", además de decir sobre Aitana que "prefiere no correr y centrarse en esos papeles de músico con aspecto de 'niña frágil' [...] que tan bien le quedan y que dan a entender que está aquí para divertirse, probar y hacer felices a sus fans" y destacar las interpretaciones de Fernando Guallar y Miguel Ángel Muñoz. Desirée de Fez de El Periódico también le dio a la cinta tres estrellas de cinco, diciendo que "muestra sus códigos desde el minuto uno, con orgullo" y habló positivamente de la dirección de Patricia Font como "más que correcta" y de la actuación de Aitana dijo que "sostiene la película entera sin aparente dificultad", aunque criticó el desarrollo como "previsible" y los diálogos como "no pocas veces sonrojantes" Lionel Marrero de Soydecine también le dio tres estrellas de cinco, diciendo que "se nota a leguas que Pared con pared está hecha con mucho amor" y elogiando la música de Arnau Bataller diciendo que "acompaña cada una de las escenas y lo que en ellas se nos narra con una precisión asombrosa" y la interpretación de los actores, sobre todo de Aitana, de la cual dijo que "es capaz de ofrecer una interpretación tan dulce que nos da ese magnetismo que buscamos en protagonistas de este tipo", aunque también criticó que "algunas interpretaciones se sienten algo teatralizadas y poco naturales", concluyendo que "cuando las cosas se hacen con cariño, se nota".
Xavi Mogrovejo de Vandal escribió que la película "se siente como un divertimento sin grandes pretensiones que repesca los tópicos habituales del género dándoles un enfoque diferente por tener a los protagonistas separados por un fino muro" y elogió la dirección de Font diciendo que la cinta "cuenta con una dirección propia del teatro perfecta", aunque lamentó que "la mano de Font se diluye [...] debido, probablemente, a las fórmulas del mainstream y a la casi imposibilidad de que las huellas autorales de los artistas permanezcan intactas detrás de los focos en favor de los códigos y estilemas propios del género palomitero", concluyendo que la película "logra su objetivo convirtiéndose en un producto ideal para salvar alguna tarde de lluvia". Vicky Carras de Moviementarios dijo de la película que "no da nada nuevo, es [...] muy simple, pero dentro de la simpleza se convierte en una película muy bonita" y describió a su elenco de actores como "bastante curioso y divertido", destacando en particular a Aitana diciendo que "nos muestra que además de tocar el piano y cantar, no se le da mal actuar". Noé R. Rivas de Mindies describió la cinta como "una sorpresa agradable, alejándose de las típicas historias de romance planas y previsibles que a menudo caracterizan a las comedias románticas de plataformas de streaming" y destacó la habilidad de Font para "crear un ambiente evocador y estéticamente agradable", además de añadir sobre la actuación de Aitana que "si bien su interpretación puede pecar en ocasiones de cierta teatralidad y falta de naturalidad, la actriz logra transmitir la ingenuidad y el encanto que caracterizan a su personaje" y sobre la banda sonora que "logra acompañar con gran precisión las emociones y el desarrollo de los personajes", aunque lamentó que "no profundiza demasiado en [algunos] temas, limitándose a plantearlos de manera tangencial sin llegar a ahondar en ellos", concluyendo que "si bien no logra diferenciarse demasiado de los estándares del género, cuenta con una estética cuidada y una banda sonora que logran enriquecer la experiencia de visionado".
Javier Rodrigo Saavedra de Los 40 destacó la interpretación de Aitana, diciendo que "ha demostrado que se mueve cómodamente dentro del séptimo arte" y que "tal vez peca de impostar la inocencia, pero termina con un resultado aceptable más que creíble en muchas escenas", y del propio producto escribió que "demuestra que es una dignísima película dentro del género [de la comedia romántica]", aunque fue mixto con la química entre Aitana y Guallar diciendo que "está, pese a ser difícil de identificar". Nora Cámara de Diez minutos escribió que la película "no juega al despiste y promete exactamente lo que da" y que "como entretenimiento ligero para disfrutar en casa, Netflix ha dado de nuevo en el clavo", aunque también añadió que "no aporta nada especialmente novedoso con respecto a otros lanzamientos del género". Javier Cazallas de Hobby Consolas le dio a la película un 73 de 100, escribiendo que el papel de Aitana como Valentina "tiene un encanto singular, especialmente gracias a la inocencia del personaje y lo bien que casa con la suave voz de la cantante" y destacando a Guallar diciendo que "maneja muy bien el papel de solitario amargado que, pese a todo, anhela tiempos más felices", además de elogiar su reparto recundario, describir la química de los protagonistas como "imprescindible [y] que se mantiene durante la hora y media que dura la película" y añadir que la banda sonora "nos acuna escena tras escena", aunque también criticó que "algunos diálogos se sienten algo artificiales", concluyendo que es "una comedia romántica ligera y agradable que va más allá del reclamo de contar con una de las mejores artistas nacionales de la actualidad".
Laura Tabuyo Acosta de Cinemagavia le dio a la cinta un 5 de 10, escribiendo que la cinta "podría haber dado para abordar temas interesantes, aunque la película prefiere quedarse en la orilla de lo insustancial", además de criticar la actuación de Aitana diciendo que "como actriz se nota voluntariosa, pero muy plana" y el hecho de que la cinta la dote de "un instrumento pensado únicamente para que ella se luzca", lamentando que "ninguno de [los otros personajes] está escrito con carisma", concluyendo que es "una cinta pensada muy especialmente para aquellos fans de la cantante catalana" y "una comedia romántica [...] que lo apuesta todo a Aitana" Mario Hernández de mundoCine le dio a la película cuatro estrellas de cinco, escribiendo que la cinta "solo es capaz de dibujar en el personaje de Aitana una versión un tanto infantilizada del personaje de Lily Collins en la serie Emily en París" y describió la interpretación de Aitana como "a veces inexpresiva y demasiado monótona [...] Aitana demuestra que el foco que recibe su personaje a lo largo de la cinta le queda demasiado grande", además de describir su trasfondo narrativo como "totalmente desaprovechado" y decir que su guion "se empecina en recalcar el hecho de que los protagonistas provienen de mundos muy diferentes [...] dejando a un lado la profundización en los temas más complejos y profundos que sobrevuelan la segunda mitad", salvando únicamente la puesta en escena y "el uso tan milimétrico que hace de la escasa escenografía", concluyendo que la película "supone un debut en el mundo del largometraje cuanto menos tibio para Aitana, resultando en una comedia romántica con más pretensiones que aciertos".